# Talairan
Cet article possède un paronyme, voir Talleyrand.
Talairan  est une commune française située dans le centre du département de l'Aude, en région Occitanie.
Sur le plan historique et culturel, la commune fait partie du massif des Corbières, un chaos calcaire formant la transition entre le Massif central et les Pyrénées. Exposée à un climat méditerranéen, elle est drainée par la Nielle, le ruisseau du Rémouly, le ruisseau de Cayrote, le ruisseau de Moure, le ruisseau des Vals et par divers autres petits cours d'eau. La commune possède un patrimoine naturel remarquable : deux sites Natura 2000 (les « Corbières orientales » et les « Corbières occidentales ») et deux zones naturelles d'intérêt écologique, faunistique et floristique.
Talairan est une commune rurale qui compte 436 habitants en 2022, après avoir connu une forte hausse de la population depuis 1975. Ses habitants sont appelés les Talairanais et Talairanaises.

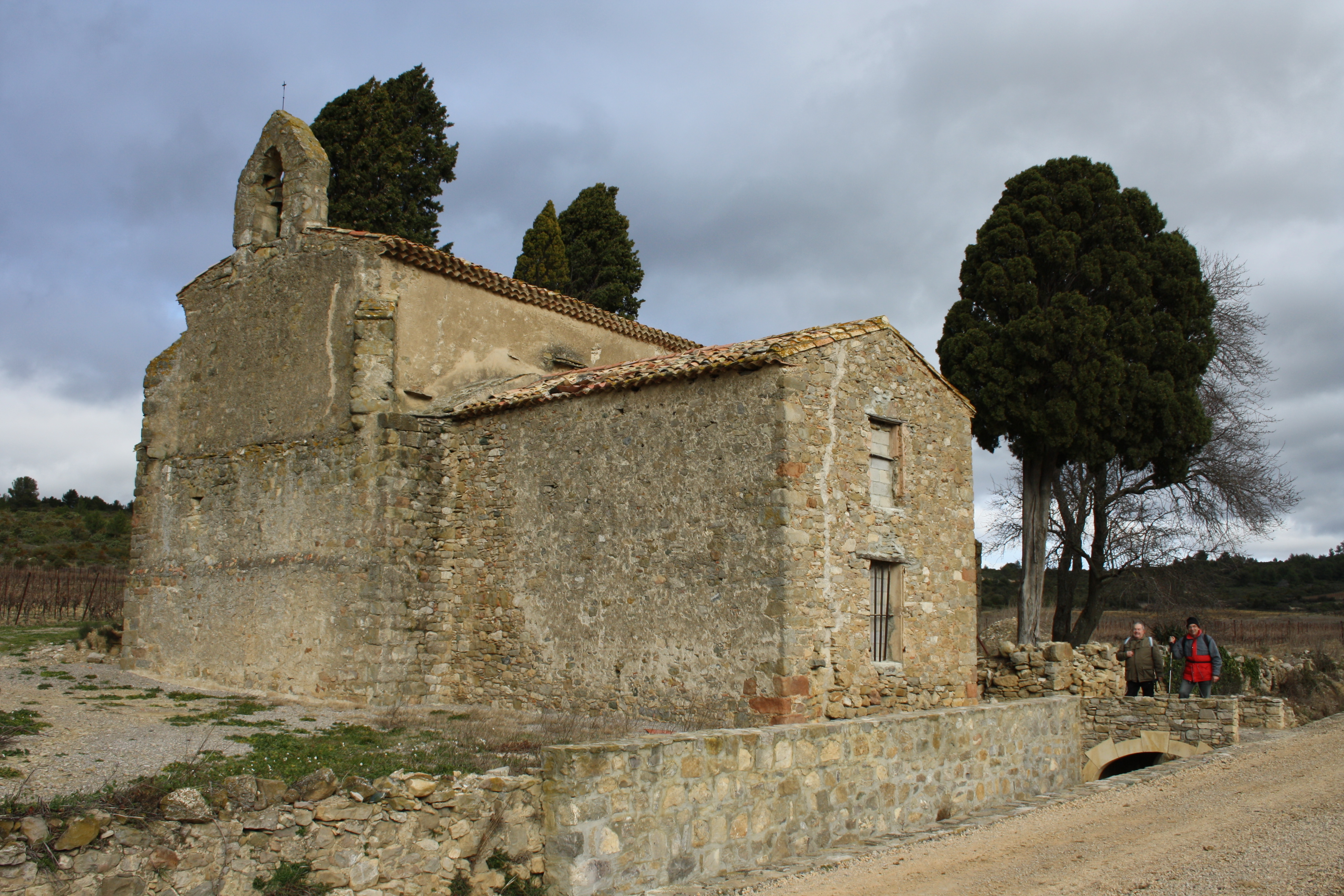
Chapelle Notre-Dame de l'Aire.

Le patrimoine architectural de la commune comprend un immeuble protégé au titre des monuments historiques : la chapelle Notre-Dame-de-l'Aire, inscrite en 1948.

## Géographie

### Localisation
Commune située au centre des Corbières, sur l'ancienne route nationale 613,

### Communes limitrophes
Les communes limitrophes sont Albas, Jonquières, Lagrasse, Palairac, Quintillan, Saint-Laurent-de-la-Cabrerisse, Saint-Pierre-des-Champs, Tournissan et Villerouge-Termenès.
| Lagrasse                                           | Tournissan | Saint-Laurent-de-la-Cabrerisse |
| Saint-Pierre-des-Champs                            | Talairan   | Jonquières                     |
| Villerouge-Termenès, Palairac (par un quadripoint) | Quintillan | Albas                          |

### Géologie et relief
La commune est située a environ 250 mètres d'altitude, et est classée en zone de sismicité 2, correspondant à une sismicité faible,

### Hydrographie
La commune est dans la région hydrographique « Côtiers méditerranéens », au sein du bassin hydrographique Rhône-Méditerranée-Corse. Elle est drainée par la Nielle, le ruisseau du Rémouly, le ruisseau de Cayrote, le ruisseau de Moure, le ruisseau des Vals, la Serre, le ruisseau d'Ardenne, le ruisseau de Gaillarde, le ruisseau de la Fournière, le ruisseau de la Frau, le ruisseau de la Justice, le ruisseau de Roche Grise, le ruisseau des Abellanies, le ruisseau de Saint-Martin,, qui constituent un réseau hydrographique de 51 km de longueur totale,.
La Nielle, d'une longueur totale de 15 km, prend sa source dans la commune et s'écoule vers le nord. Elle traverse la commune et se jette dans l'Orbieu à Fabrezan, après avoir traversé 4 communes.
Le ruisseau du Rémouly, d'une longueur totale de 16,8 km, prend sa source dans la commune de Palairac et s'écoule vers le nord. Il traverse la commune et se jette dans la Nielle à Saint-Laurent-de-la-Cabrerisse, après avoir traversé 4 communes.

### Climat
Pour des articles plus généraux, voir Climat de l'Occitanie et Climat de l'Aude.
En 2010, le climat de la commune est de type climat méditerranéen franc, selon une étude s'appuyant sur une série de données couvrant la période 1971-2000. En 2020, Météo-France publie une typologie des climats de la France métropolitaine dans laquelle la commune est exposée à un climat méditerranéen et est dans la région climatique Provence, Languedoc-Roussillon, caractérisée par une pluviométrie faible en été, un très bon ensoleillement (2 600 h/an), un été chaud (21,5 °C), un air très sec en été, sec en toutes saisons, des vents forts (fréquence de 40 à 50 % de vents > 5 m/s) et peu de brouillards.
Pour la période 1971-2000, la température annuelle moyenne est de 14,3 °C, avec une amplitude thermique annuelle de 15,6 °C. Le cumul annuel moyen de précipitations est de 692 mm, avec 7,8 jours de précipitations en janvier et 3,3 jours en juillet. Pour la période 1991-2020, la température moyenne annuelle observée sur la station météorologique la plus proche, située sur la commune de Lagrasse à 6 km à vol d'oiseau, est de 14,1 °C et le cumul annuel moyen de précipitations est de 713,1 mm,. Pour l'avenir, les paramètres climatiques de la commune estimés pour 2050 selon différents scénarios d'émission de gaz à effet de serre sont consultables sur un site dédié publié par Météo-France en novembre 2022.

### Milieux naturels et biodiversité

#### Réseau Natura 2000

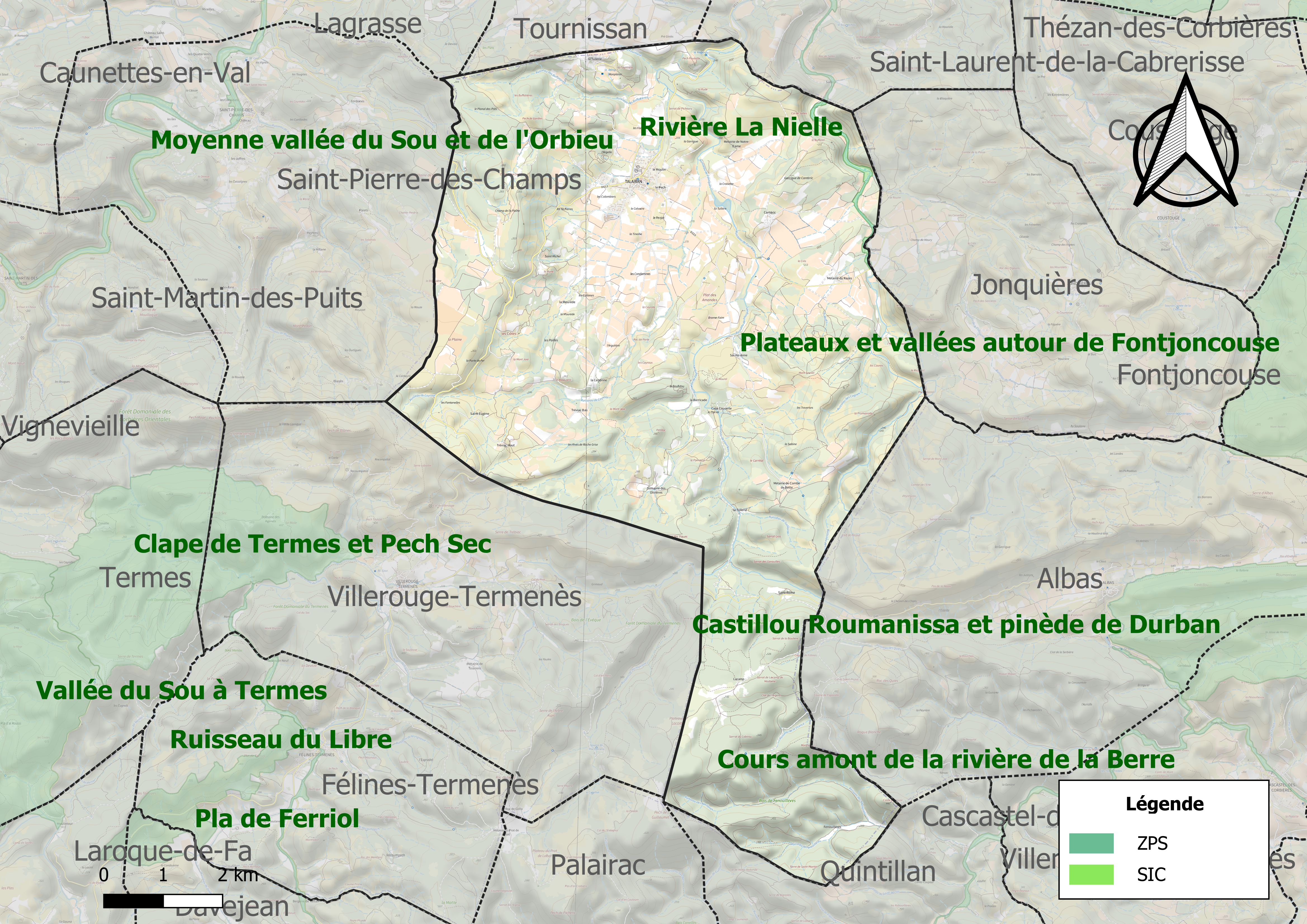
Sites Natura 2000 sur le territoire communal.

Le réseau Natura 2000 est un réseau écologique européen de sites naturels d'intérêt écologique élaboré à partir des directives habitats et oiseaux, constitué de zones spéciales de conservation (ZSC) et de zones de protection spéciale (ZPS).
deux sites Natura 2000 ont été définis sur la commune au titre de la directive oiseaux : : 
- les « Corbières orientales », d'une superficie de 25 371 ha, correspondant à la partie la plus orientale du massif des Corbières audoises. Ce site inclut, dans sa partie la plus orientale, le couloir de migration majeur du littoral languedocien, d'où la présence régulière d'espèces en étape migratoire[16] ;
- les « Corbières occidentales », d'une superficie de 22 912 ha, présentant des milieux propices à la nidification des espèces rupicoles : des couples d'Aigles royaux occupent partagent l'espace avec des espèces aussi significatives que le Faucon pèlerin, le Grand-duc d'Europe ou le Circaète Jean-le-Blanc[17].

#### Zones naturelles d'intérêt écologique, faunistique et floristique
L’inventaire des zones naturelles d'intérêt écologique, faunistique et floristique (ZNIEFF) a pour objectif de réaliser une couverture des zones les plus intéressantes sur le plan écologique, essentiellement dans la perspective d’améliorer la connaissance du patrimoine naturel national et de fournir aux différents décideurs un outil d’aide à la prise en compte de l’environnement dans l’aménagement du territoire.
Une ZNIEFF de type 1 est recensée sur la commune :
la « rivière La Nielle » (58 ha), couvrant 3 communes du département et une ZNIEFF de type 2, : 
les « Corbières centrales » (68 810 ha), couvrant 56 communes dont 54 dans l'Aude et 2 dans les Pyrénées-Orientales.

Carte des ZNIEFF de type 1 et 2 à Talairan.
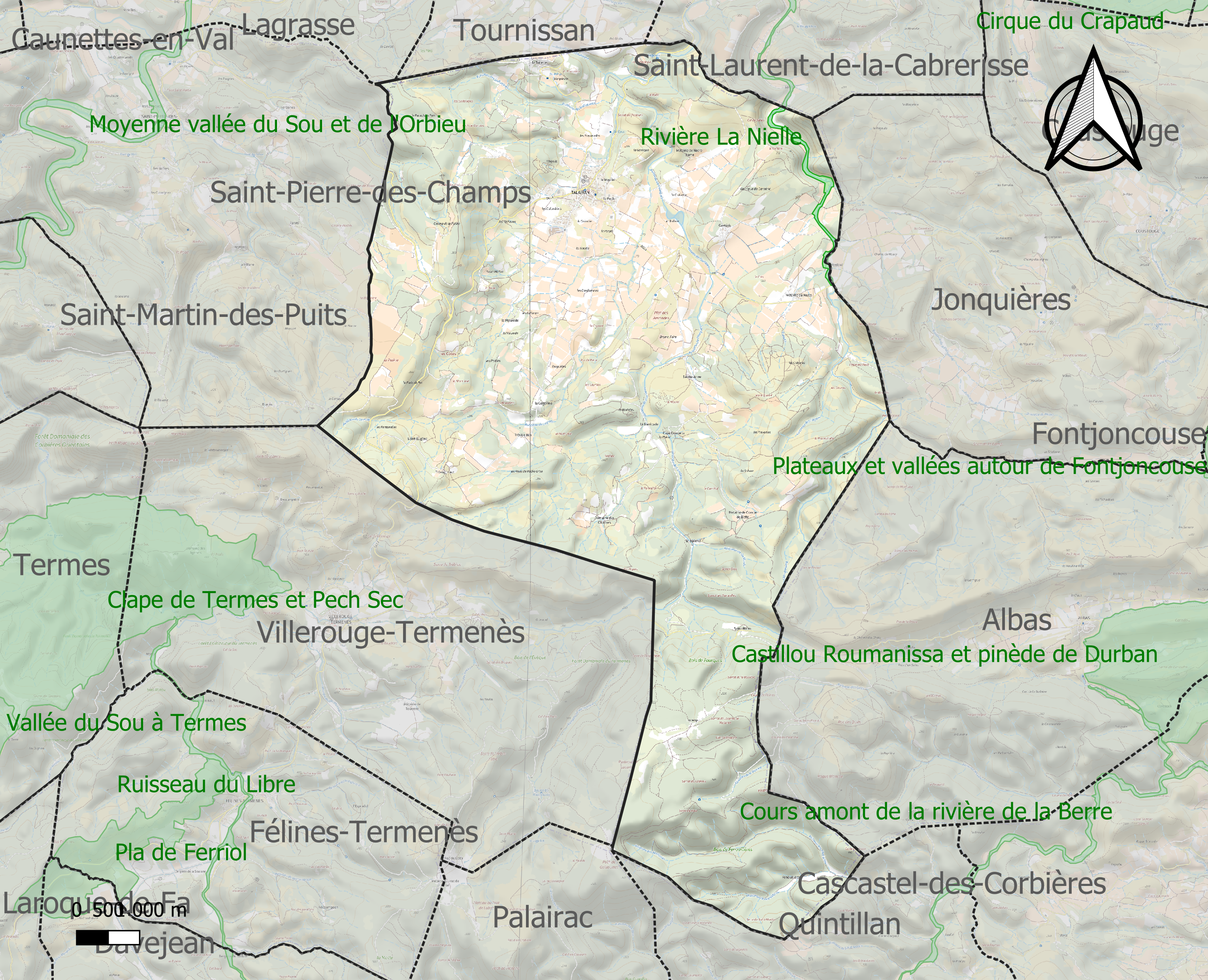
Carte de la ZNIEFF de type 1 sur la commune.
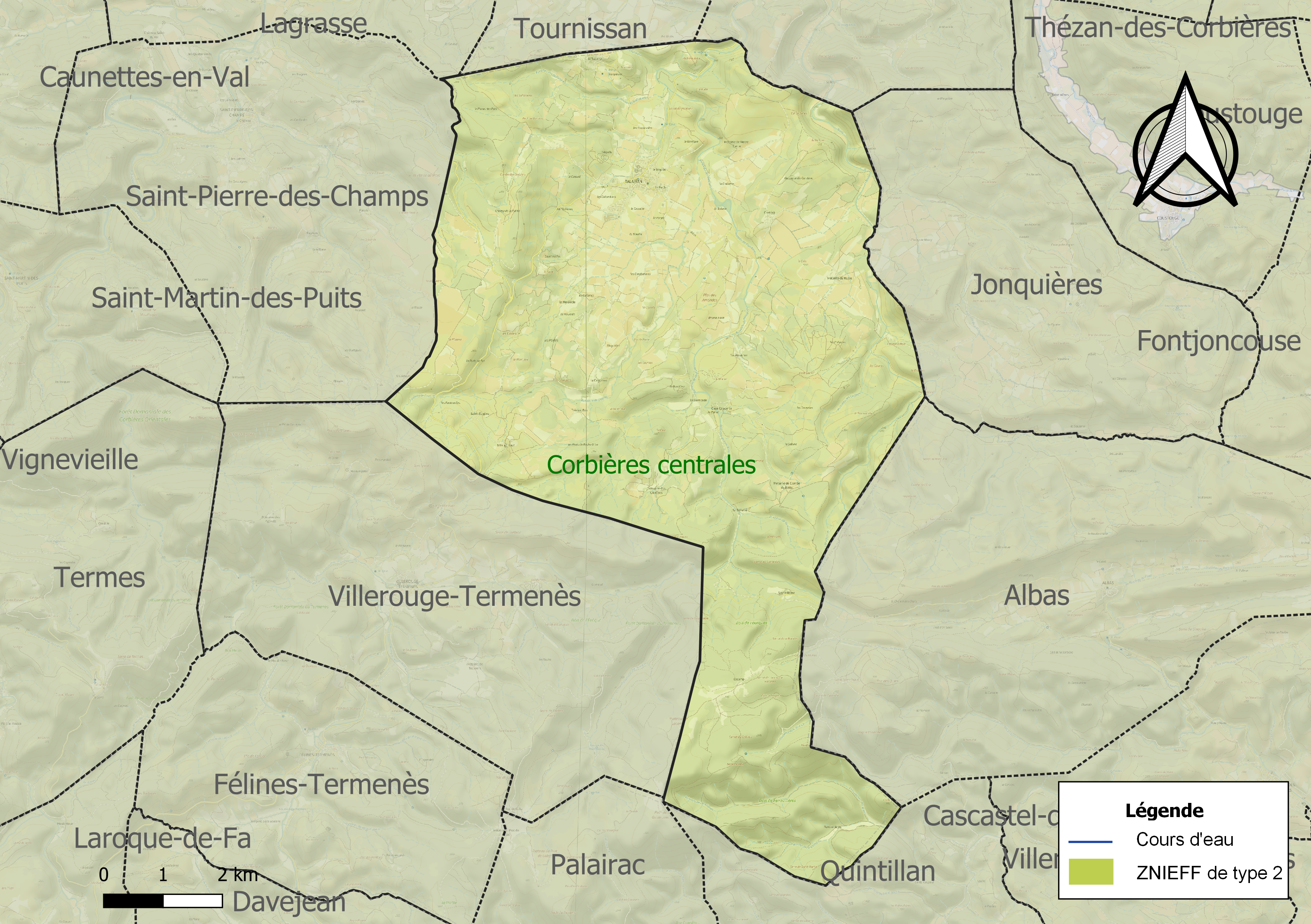
Carte de la ZNIEFF de type 2 sur la commune.

## Urbanisme

### Typologie
Au 1er janvier 2024, Talairan est catégorisée commune rurale à habitat dispersé, selon la nouvelle grille communale de densité à 7 niveaux définie par l'Insee en 2022.
Elle est située hors unité urbaine et hors attraction des villes,.

### Occupation des sols
L'occupation des sols de la commune, telle qu'elle ressort de la base de données européenne d’occupation biophysique des sols Corine Land Cover (CLC), est marquée par l'importance des forêts et milieux semi-naturels (63,5 % en 2018), en augmentation par rapport à 1990 (61,5 %). La répartition détaillée en 2018 est la suivante : 
milieux à végétation arbustive et/ou herbacée (35,6 %), forêts (27,9 %), cultures permanentes (24,3 %), zones agricoles hétérogènes (11,1 %), zones urbanisées (1,1 %). L'évolution de l’occupation des sols de la commune et de ses infrastructures peut être observée sur les différentes représentations cartographiques du territoire : la carte de Cassini (XVIIIe siècle), la carte d'état-major (1820-1866) et les cartes ou photos aériennes de l'IGN pour la période actuelle (1950 à aujourd'hui).

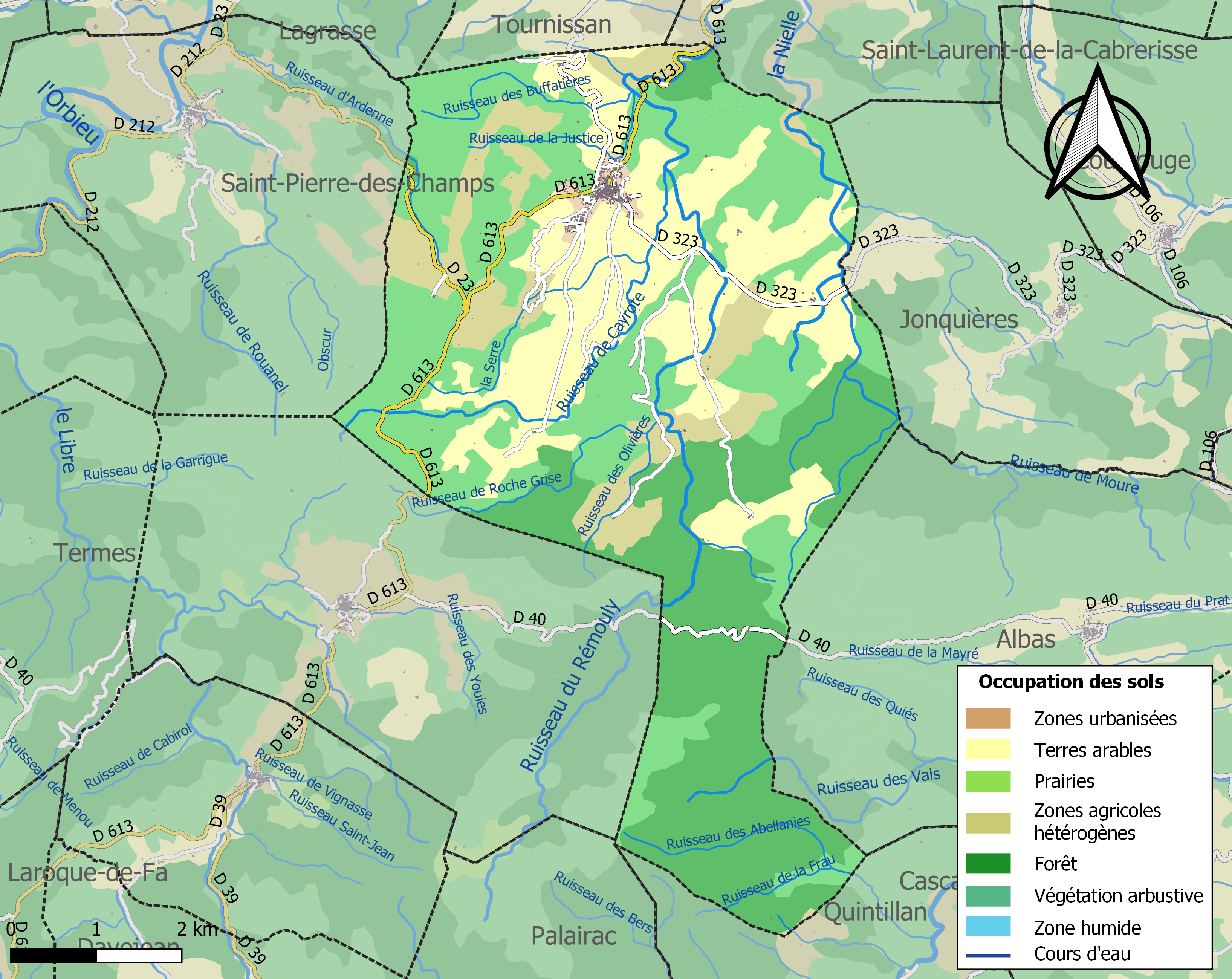
Carte des infrastructures et de l'occupation des sols de la commune en 2018 (CLC).

### Logement
En 2013, le nombre total de logements dans la commune était de 303.
Parmi ces logements, 61,2 % étaient des résidences principales, 31 % des résidences secondaires et 7,8 % des logements vacants.
La part des ménages propriétaires de leur résidence principale s’élevait à 69,9 %.

### Risques majeurs
Le territoire de la commune de Talairan est vulnérable à différents aléas naturels : météorologiques (tempête, orage, neige, grand froid, canicule ou sécheresse), inondations, feux de forêts et séisme (sismicité faible). Il est également exposé à un risque particulier : le risque de radon. Un site publié par le BRGM permet d'évaluer simplement et rapidement les risques d'un bien localisé soit par son adresse soit par le numéro de sa parcelle.

#### Risques naturels
Certaines parties du territoire communal sont susceptibles d’être affectées par le risque d’inondation par débordement de cours d'eau, notamment le ruisseau de Glandes. La commune a été reconnue en état de catastrophe naturelle au titre des dommages causés par les inondations et coulées de boue survenues en 1982, 1987, 1992, 1996, 1999, 2000, 2005, 2009, 2013, 2014, 2018, 2020 et 2021,.

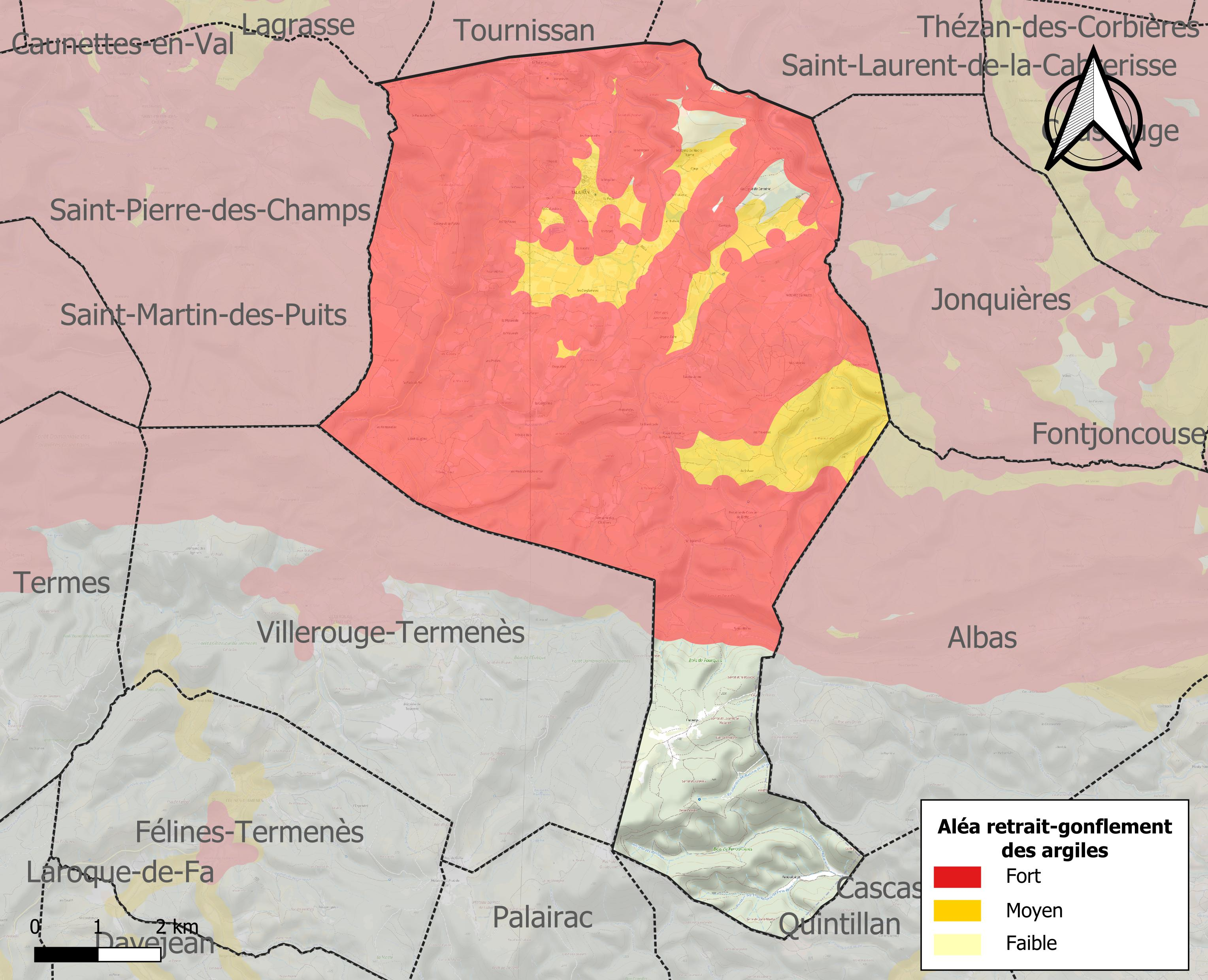
Carte des zones d'aléa retrait-gonflement des sols argileux de Talairan.

Le retrait-gonflement des sols argileux est susceptible d'engendrer des dommages importants aux bâtiments en cas d’alternance de périodes de sécheresse et de pluie. 84 % de la superficie communale est en aléa moyen ou fort (75,2 % au niveau départemental et 48,5 % au niveau national). Sur les 327 bâtiments dénombrés sur la commune en 2019, 327 sont en aléa moyen ou fort, soit 100 %, à comparer aux 94 % au niveau départemental et 54 % au niveau national. Une cartographie de l'exposition du territoire national au retrait gonflement des sols argileux est disponible sur le site du BRGM,.

#### Risque particulier
Dans plusieurs parties du territoire national, le radon, accumulé dans certains logements ou autres locaux, peut constituer une source significative d’exposition de la population aux rayonnements ionisants. Certaines communes du département sont concernées par le risque radon à un niveau plus ou moins élevé. Selon la classification de 2018, la commune de Talairan est classée en zone 2, à savoir zone à potentiel radon faible mais sur lesquelles des facteurs géologiques particuliers peuvent faciliter le transfert du radon vers les bâtiments.

## Histoire
Une branche cadette des Narbonne-Lara, vicomtes de Narbonne, issue d'Amalric, fut seigneur de Talairan.

## Politique et administration

### Liste des maires
| Période                                  | Période   | Identité          | Étiquette | Qualité |
| ---------------------------------------- | --------- | ----------------- | --------- | --- |
| mars 1983                                | 2000      | Marcel Rainaud    | PS        | Président du Conseil général (1998-2011) Conseiller Général Canton de Lagrasse 1988-2011 Sénateur de l'Aude 2006-2014 |
| 2000                                     | mars 2014 | Max Azais         | PS        | |
| mars 2014                                | 2020      | Patrice Guillaume | PS        | |
| 2020                                     | En cours  | Cédric Malric     |           | |
| Les données manquantes sont à compléter. |           |                   |           | |

## Démographie
L'évolution du nombre d'habitants est connue à travers les recensements de la population effectués dans la commune depuis 1793. Pour les communes de moins de 10 000 habitants, une enquête de recensement portant sur toute la population est réalisée tous les cinq ans, les populations de référence des années intermédiaires étant quant à elles estimées par interpolation ou extrapolation. Pour la commune, le premier recensement exhaustif entrant dans le cadre du nouveau dispositif a été réalisé en 2006.

En 2022, la commune comptait 436 habitants, en évolution de −6,24 % par rapport à 2016 (Aude : +2,65 %, France hors Mayotte : +2,11 %).
| 1793 | 1800 | 1806 | 1821 | 1831 | 1836 | 1841 | 1846 | 1851 |
| ---- | ---- | ---- | ---- | ---- | ---- | ---- | ---- | ---- |
| 326  | 379  | 468  | 482  | 557  | 572  | 605  | 610  | 546  |

| 1856 | 1861 | 1866 | 1872 | 1876 | 1881 | 1886 | 1891 | 1896 |
| ---- | ---- | ---- | ---- | ---- | ---- | ---- | ---- | ---- |
| 598  | 596  | 596  | 602  | 646  | 788  | 708  | 618  | 576  |

| 1901 | 1906 | 1911 | 1921 | 1926 | 1931 | 1936 | 1946 | 1954 |
| ---- | ---- | ---- | ---- | ---- | ---- | ---- | ---- | ---- |
| 700  | 643  | 617  | 611  | 652  | 685  | 689  | 571  | 571  |

| 1962 | 1968 | 1975 | 1982 | 1990 | 1999 | 2006 | 2011 | 2016 |
| ---- | ---- | ---- | ---- | ---- | ---- | ---- | ---- | ---- |
| 520  | 475  | 382  | 370  | 369  | 349  | 357  | 383  | 465  |

| 2021 | 2022 | - | - | - | - | - | - | - |
| ---- | ---- | - | - | - | - | - | - | - |
| 452  | 436  | - | - | - | - | - | - | - |

## Économie

### Revenus
En 2018  (données Insee publiées en septembre 2021), la commune compte 169 ménages fiscaux, regroupant 367 personnes. La médiane du revenu disponible par unité de consommation est de 18 890 € (19 240 € dans le département).

### Emploi
| Division       | 2008   | 2013   | 2018   |
| -------------- | ------ | ------ | ------ |
| Commune        | 9,8 %  | 13,3 % | 12,2 % |
| Département    | 10,2 % | 12,8 % | 12,6 % |
| France entière | 8,3 %  | 10 %   | 10 %   |

En 2018, la population âgée de 15 à 64 ans s'élève à 223 personnes, parmi lesquelles on compte 79,6 % d'actifs (67,4 % ayant un emploi et 12,2 % de chômeurs) et 20,4 % d'inactifs,. Depuis 2008, le taux de chômage communal (au sens du recensement) des 15-64 ans est inférieur à celui du département, mais supérieur à celui de la France.
La commune est hors attraction des villes,. Elle compte 162 emplois en 2018, contre 110 en 2013 et 90 en 2008. Le nombre d'actifs ayant un emploi résidant dans la commune est de 155, soit un indicateur de concentration d'emploi de 104,4 % et un taux d'activité parmi les 15 ans ou plus de 42,2 %.
Sur ces 155 actifs de 15 ans ou plus ayant un emploi, 87 travaillent dans la commune, soit 56 % des habitants. Pour se rendre au travail, 72,7 % des habitants utilisent un véhicule personnel ou de fonction à quatre roues, 0,6 % les transports en commun, 20,2 % s'y rendent en deux-roues, à vélo ou à pied et 6,5 % n'ont pas besoin de transport (travail au domicile).

### Activités hors agriculture

#### Secteurs d'activités
32 établissements sont implantés  à Talairan au 31 décembre 2019. Le tableau ci-dessous en détaille le nombre par secteur d'activité et compare les ratios avec ceux du département,.
| Secteur d'activité                                                                                        | Commune | Commune | Département |
| Secteur d'activité                                                                                        | Nombre  | %       | %           |
| --- | ------- | ------- | ----------- |
| Ensemble                                                                                                  | 32      |         |             |
| Industrie manufacturière, industries extractives et autres                                                | 8       | 25 %    | (8,8 %)     |
| Construction                                                                                              | 7       | 21,9 %  | (14 %)      |
| Commerce de gros et de détail, transports, hébergement et restauration                                    | 8       | 25 %    | (32,3 %)    |
| Activités financières et d'assurance                                                                      | 1       | 3,1 %   | (2,7 %)     |
| Activités immobilières                                                                                    | 2       | 6,3 %   | (5,2 %)     |
| Activités spécialisées, scientifiques et techniques et activités de services administratifs et de soutien | 1       | 3,1 %   | (13,3 %)    |
| Autres activités de services                                                                              | 5       | 15,6 %  | (8,8 %)     |

Le secteur du commerce de gros et de détail, des transports, de l'hébergement et de la restauration est prépondérant sur la commune puisqu'il représente 25 % du nombre total d'établissements de la commune (8 sur les 32 entreprises implantées  à Talairan), contre 32,3 % au niveau départemental.

### Revenus de la population et fiscalité
Le nombre de ménages fiscaux en 2013 était de 174 représentant 368 personnes et la  médiane du revenu disponible par unité de consommation  de 16 208 €.

### Agriculture
La commune est dans la « Région viticole » de l'Aude, une petite région agricole occupant une grande partie centrale du département, également dénommée localement « Corbeilles Minervois et Carcasses-Limouxin ». En 2020, l'orientation technico-économique de l'agriculture  sur la commune est la viticulture.
|               | 1988 | 2000 | 2010 | 2020 |
| ------------- | ---- | ---- | ---- | ---- |
| Exploitations | 67   | 42   | 39   | 30   |
| SAU (ha)      | 807  | 921  | 641  | 693  |

Le nombre d'exploitations agricoles en activité et ayant leur siège dans la commune est passé de 67 lors du recensement agricole de 1988  à 42 en 2000 puis à 39 en 2010 et enfin à 30 en 2020, soit une baisse de 55 % en 32 ans. Le même mouvement est observé à l'échelle du département qui a perdu pendant cette période 60 % de ses exploitations,. La surface agricole utilisée sur la commune a également diminué, passant de 807 ha en 1988 à 693 ha en 2020. Parallèlement la surface agricole utilisée moyenne par exploitation a augmenté, passant de 12 à 23 ha.

### Emploi
En 2014, le nombre total d’emploi dans la zone était de 125, occupant 152 actifs résidants (salariés et non-salariés).
Le taux d’activité de la population âgée de 15 à 64 ans s'élevait à  79,9% contre un taux de chômage (au sens du recensement) de 15,3%. Les inactifs se répartissent de la façon suivante : étudiants et stagiaires non rémunérés 3,6%, retraités ou préretraités 10,5%, autres inactifs 5,9%.

### Entreprises et commerces
En 2015, le nombre d’établissements actifs était de soixante et un dont vingt-sept dans l’agriculture-sylviculture-pêche, deux dans l’industrie, huit dans la construction, seize dans le commerce-transports-services divers et huit étaient relatifs au secteur administratif.
En 2016, deux entreprises ont été créées par des auto-entrepreneurs.

## Culture locale et patrimoine

### Lieux et monuments
- Double porte reste de l'ancienne fortification du village.
- Écarts :
  - Notre-Dame de l'Ere ou chapelle Notre-Dame-de-l'Aire : chapelle du XIIe siècle - XIVe siècle, située à 1 500 m du bourg. L'édifice a été inscrit au titre des monuments historiques en 1948[39].
  - Ruine de la tour de Tréviac XIe siècle.
- Église Saint-Vincent de Talairan.
- Lavoir à pétales.
- Fontaine place de la République.

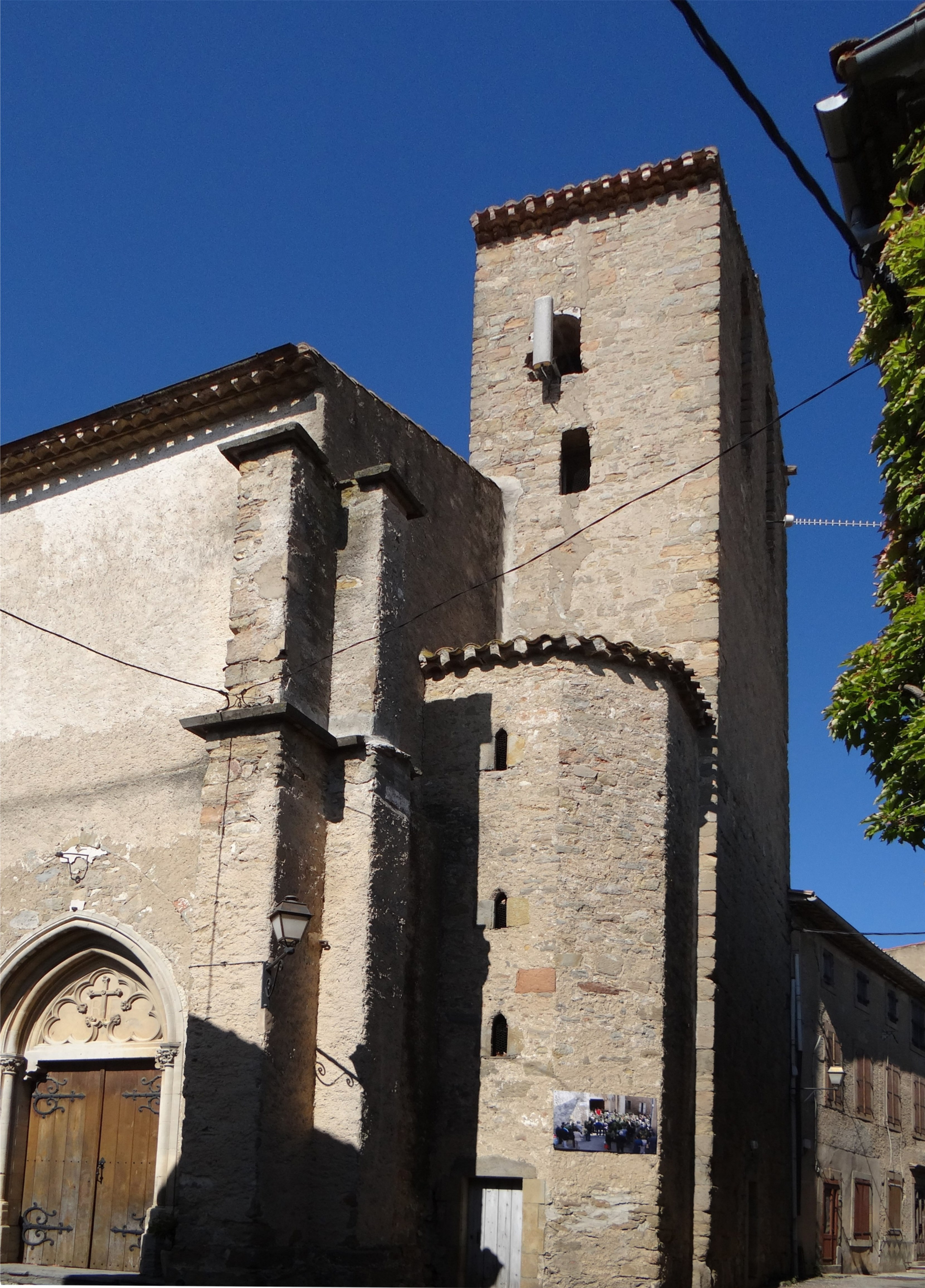
Église Saint-Vincent.
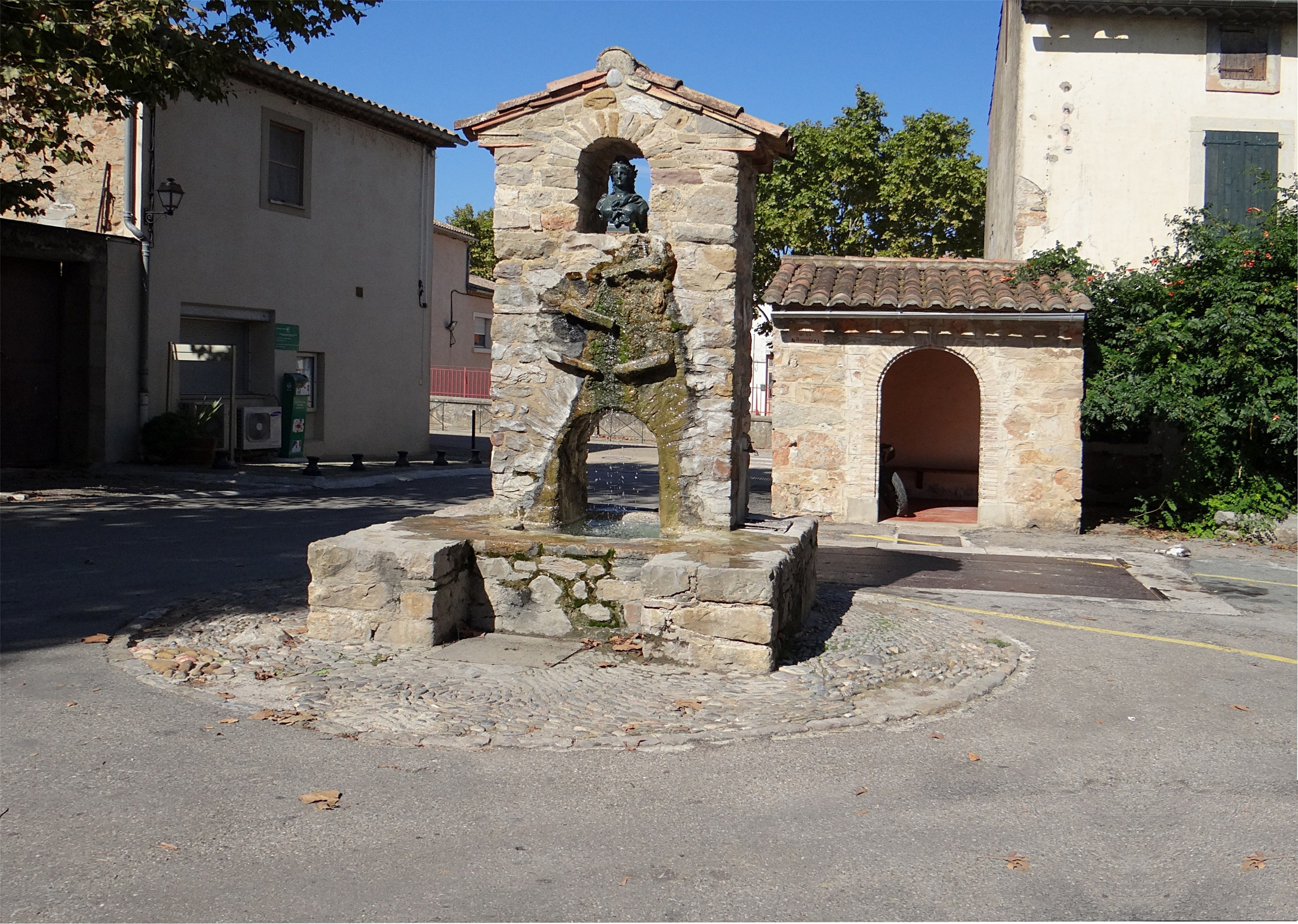
Fontaine, place de la République.
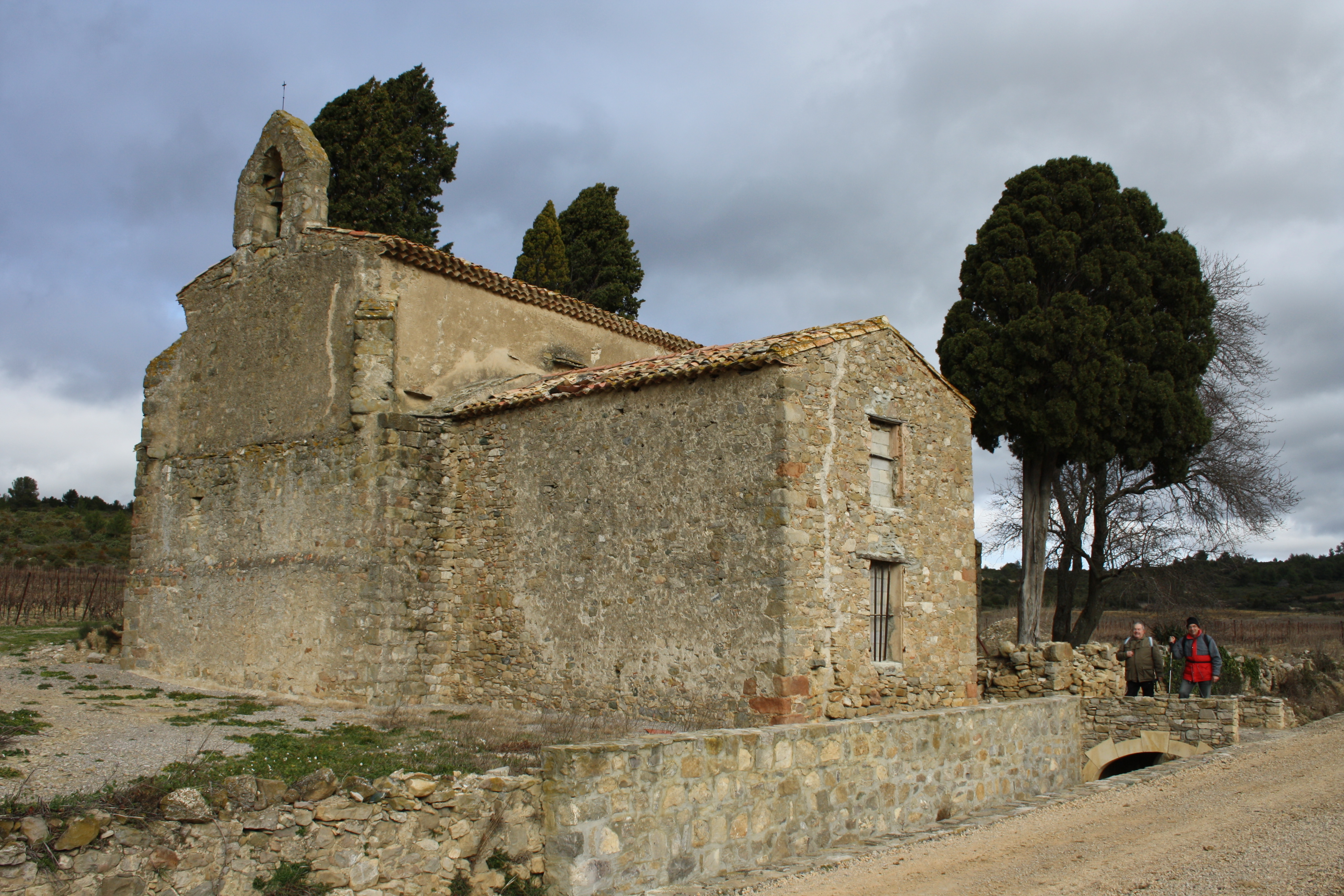
Chapelle Notre-Dame-de-l'Aire

### Personnalités liées à la commune
- Marcel Rainaud (1940-2020) sénateur de l'Aude, ancien président du conseil général, conseiller général du canton de Lagrasse et maire de Talairan;
- Antoine Pierre de Narbonne (?-1499), évêque de Vabres, originaire de Talairan;
- Olivier de Termes (1200-1274), seigneur de Termes et de Talairan.

### Héraldique
| Blason de Talairan | Blason  | Écartelé, au 1er et 4e de gueules plain, au 2e d'argent au lion de gueules, au 3e d'or bordé de gueules. |
| Blason de Talairan | Détails | Le statut officiel du blason reste à déterminer.                                                         |